# Petrophassa rufipennis
La paloma alirrufa castaña o paloma roquera alirrufa (Petrophassa rufipennis) es una especie de ave en la familia Columbidae, propia de la zona norte de Australia.

## Descripción
Mide de 28 a 31 cm de largo. Su plumaje es marrón oliva. Su pico es gris y el iris es marrón.

## Distribución
Es una especie endémica del oeste de la Tierra de Arnhem, en el Territorio del Norte en el norte de Australia.